# Паперова архітектура

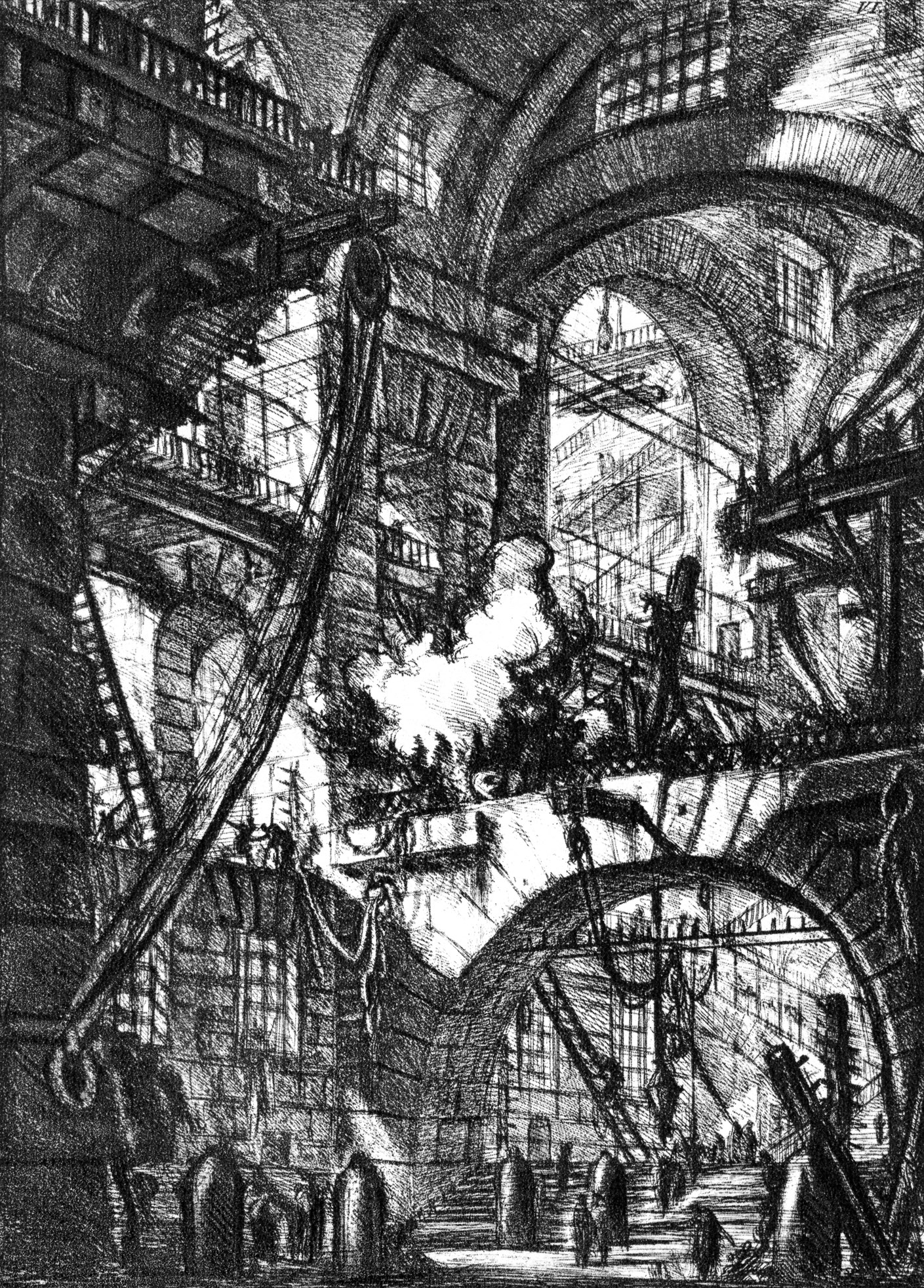
Піранезі. «В'язниця», 1745 рік.

Паперова архітектура — теоретична галузь архітектурної творчості, заснована на проєктуванні здебільшого умовних споруд. Паперова архітектура — галузь творінь, не призначених для реалізації через фантазійний характер проєктів або через скрутну добу значного скорочення чи припинення будівництва в окремий історичний період. Звична практика архітектурних конкурсів.

## Умови виникнення

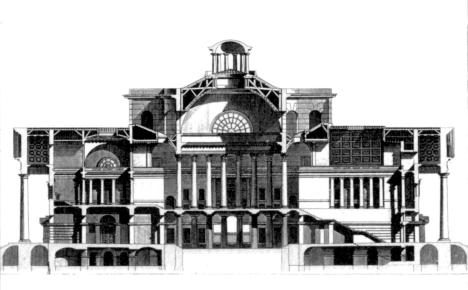
Лєду Клод-Ніколя. Палац Юстиції, розріз споруди, проєкт.

В складні або переломні періоди розвитку архітектури поширення отримують теоретичні пошуки і так звана «паперова архітектура». З одного боку їх розвиток обумовлюють значне скорочення реального будівництва, з другого — наявність активних архітекторів, позбавлених можливостей практичного будівництва. Таким складним періодом було 15 століття в Італії, що сприяло теоретичній діяльності таких відомих теоретиків архітектури як Альберті Леон-Баттіста чи Філарете. Свої спроби кам'яної споруди в 2 рівні зробив і Леонардо да Вінчі, якому не пощастило здійснити жодного з власних архітектурних задумів. В незначній кількості реалізував власні архітектурні потенції і Рафаель Санті, відомий як автор фресок у Ватикані та станкових картин з ідеалізованими мадоннами. Досить мало практично вибудуваних споруд в творчому доробку Мікеланджело Буонарроті, хоча знахідки майстра в галузі архітектурного проєктування були цікаві і для сучасників, і для творчих нащадків митця, бо їх вивчали століттями по смерті митця.

## Стан справ в Італії і Франції 18 ст

Марі-Жозеф Пейр. Проєкт академії усіх наук, поземний план велетенської споруди на академічний конкурс, 1765 р.

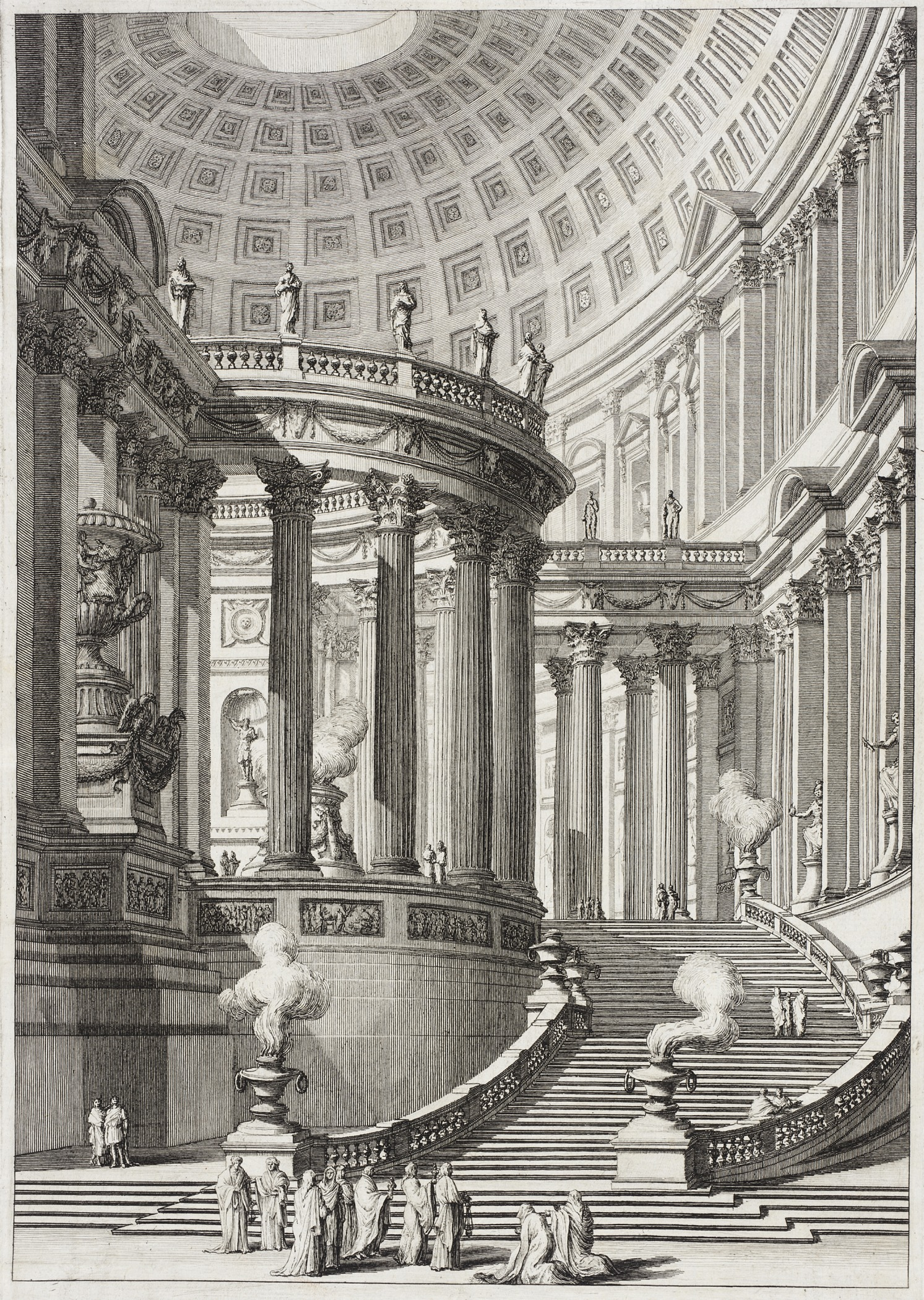
Джованні Баттіста Піранезі. Вигадана зала парадних сходів давньоримського храму, бл. 1743 р.

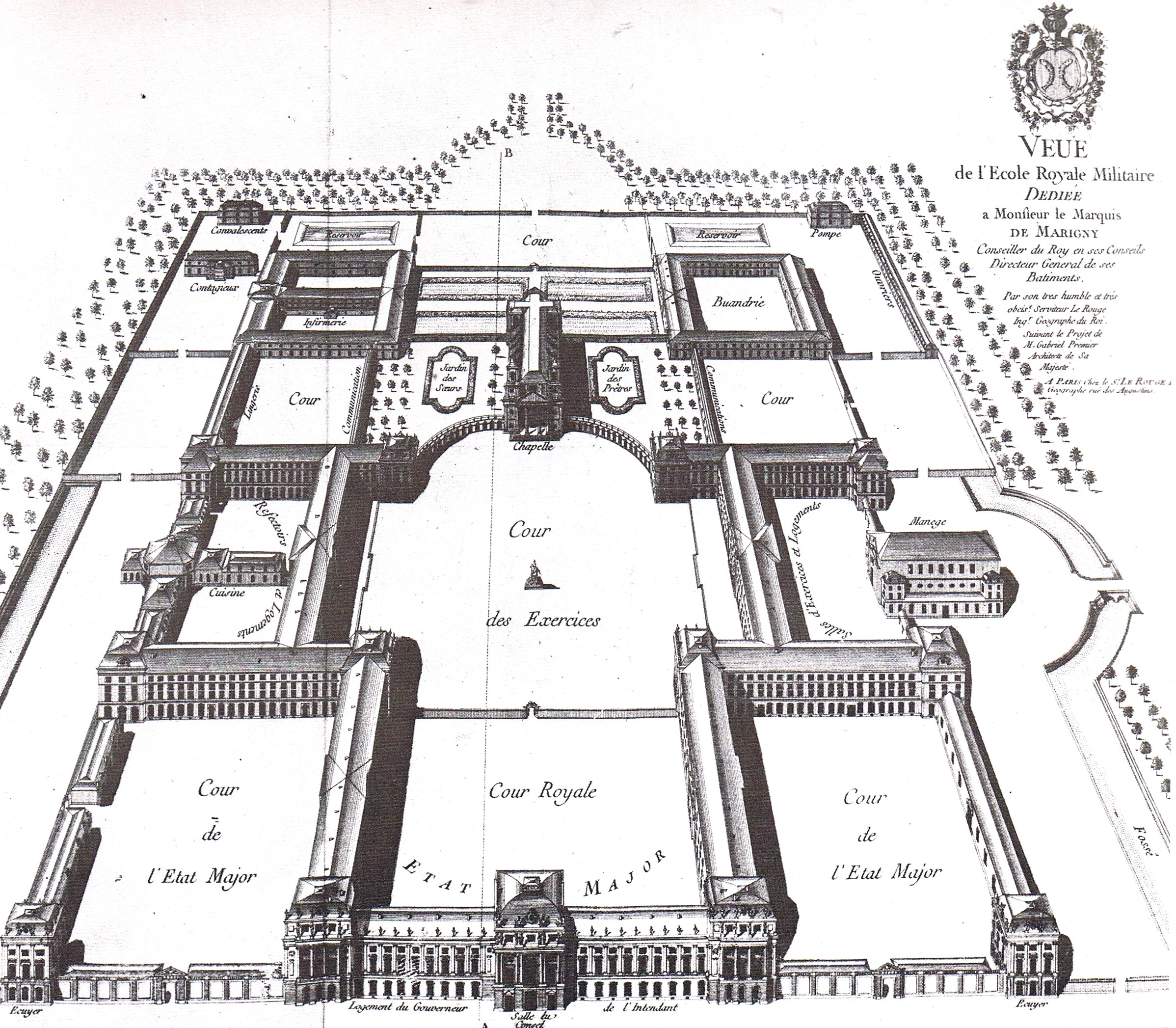
Арх. Анже-Жак Габріель. Вища військова школа, проєкт. 1751 р.

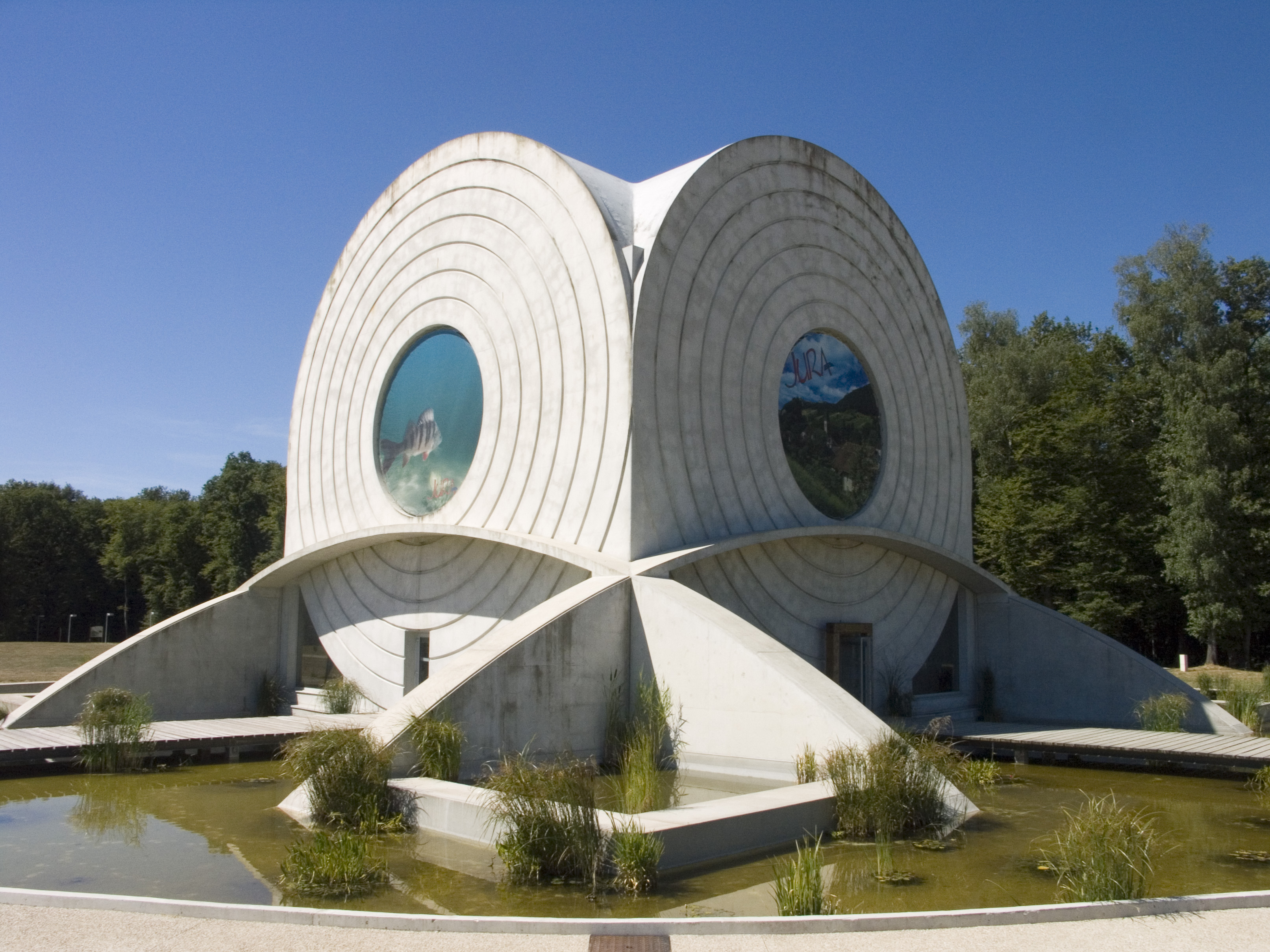
Реалізований проєкт Лєду в 20 ст.

Кризові явища характерні для західноєвропейської архітектури 18 століття, особливо в Італії та у Франції, визнаних мистецьких центрах.
Прискорений, надзвичайно плідний шлях розвитку мистецтв в Італії за попередні п'ятсот років змінюється в 18 столітті на уповільнений, також характеризується переходом художньої ініціативи в нові мистецькі центри в Англії, Франції, Австрії навіть в Російській імперії. Особливої гостроти кризові явища набули в італійській архітектурі, де повільно добудовують колишні споруди (Палац Казерта, арх. Луїджі Ванвітеллі, Іспанські сходи і новий фасад Палаццо Треві в Римі), а низка італійських архітекторів має настільки замалу архітектурну практику, що або емігрує в інші країни (Джованні Марія Фонтана , Доменіко   Трезіні, Ніколо Мікетті , Джакомо Кваренгі , Філіппо Ювара Алессандро Галілеї, Джузеппе Яппеллі , Франческо Кампорезі, низка другорядних архітекторів), або витрачає зусилля на паперову архітектуру (Піранезі).
Досить скрутним виявився стан і в архітектурній практиці Франції в порівнянні з плідним розвитком французького живопису, театру, декоративно-ужиткового мистецтва чи графіки. Скороченню будівництва на теренах Франції сприяли як кризові явища в суспільно-політичному житті, так і трагічні випробування французької національної культури в роки французької революції 1789–1793 років і в роки наполеонівських військових авантюр. В розділ паперової архітектури мимоволі переходили і проєкти різних споруд (приватних чи державних), коли їх реалізація призупинялась з різних причин і ніколи не відновлювалась.
Завершення переходу від бароко до стилю класицизм, наявність армії талановитих архітекторів і відповідних інститутів (Королівська Академія архітектури, Римська премія архітекторів для стажування в Римі) при скороченні реального будівництва обумовили нечуваний розвиток паперової архітектури у Франції.
Академія архітектури Франції постійно заохочувала власних учнів до створення умовних, фантазійних проєктів якихось приватних палаців, Колегій всіх наук, Тріумфальних воріт тощо. Точну уяву про них дають проєкти Колегій всіх наук, які свого часу створили учні Академії — француз М.-Ж. Пейр та росіянин І.Є Старов. Це дивовижно красиві поземні плани велетенських споруд з низкою заокруглених чи овальних залів, дугоподібних фасадів, ефектних сходинок і портиків. Споруди невиправдано прикрашені куполами, довгими колонадами, скульптурними монументами, на зразок давньоримських, і декоративними скульптурами на парапетах колонад, як на ватиканських колонадах Лоренцо Берніні. Ні на половину, ні на чверть реалізації такої споруди не вистачило б грошей, настільки вони трудомісткі і довгі в побудові. Це були розкішні архітектурні химери, архітектурні утопії, майстерні, фахові, відверто красиві і нереальні. Справжнім майстром подібних архітектурних утопій став і талановитий учень Королівської Академії архітектури — росіянин Василь Іванович Баженов. Роками позбавлявся пишноти і утопічності у власних проєктах і другий вихованець Королівської Академії архітектури — росіянин Старов Іван Єгорович, талант якого не мав запальної фантазійності Баженова.
Низка французьких архітекторів звертається як до паперової архітектури, так і до архітектурної теорії. Фантастичне поєднання елементів грецької архаїки і доби давньоримської архітектури з високими французькими дахами притаманне проєктам і реальним спорудам Клода-Ніколя Лєду, який однаково завзято брався за створення і парадних, і промислових, і непрестижних споруд (міські застави і митниці, театр в Безансоні, в'язниця, Королівська солеварня в Арк-е-Сенан). Візіонерські проєкти Лєду пізнього періоду творчості доходять до рівня абстракцій, передуючи і надихаючи на творчість архітекторів ампіру і навіть постмодернізму. Елегантні і фахові композиції створював і архітектор Шарль де Вайї, обережний в декорі і не схильний до холодних абстракцій Клода-Ніколя Лєду.

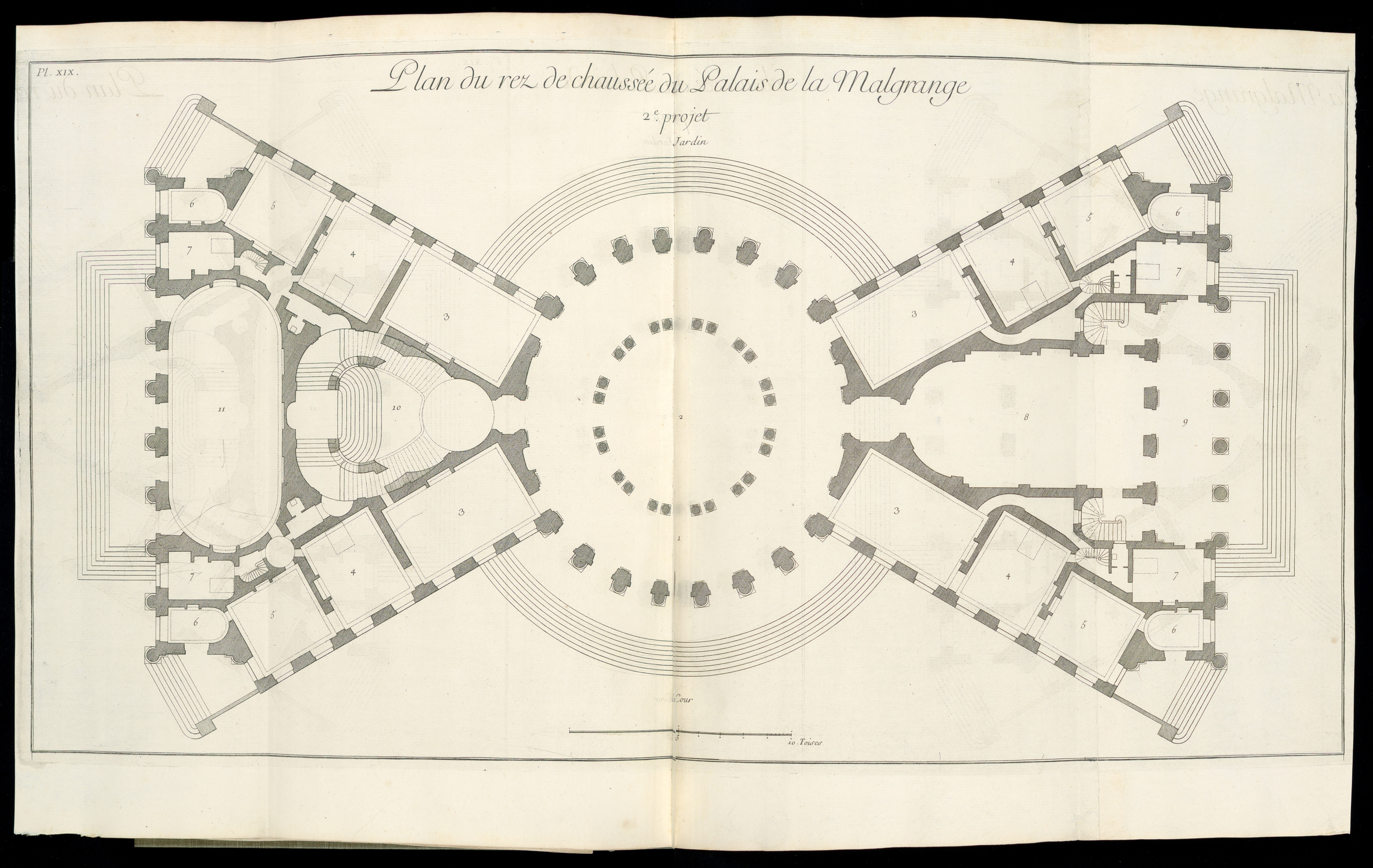
Жермен Бофран. Поземний план замку-палацу Мальгранж для міста Нансі, 1711-1715 рр.
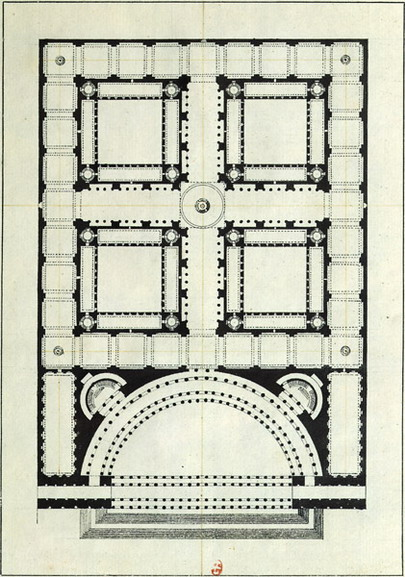
Етьєн-Луї Булле. Умовний проєкт 1782 р. загальнодоступної бібліотеки на місці капуцинського монастиря на площі Вандом, Париж.
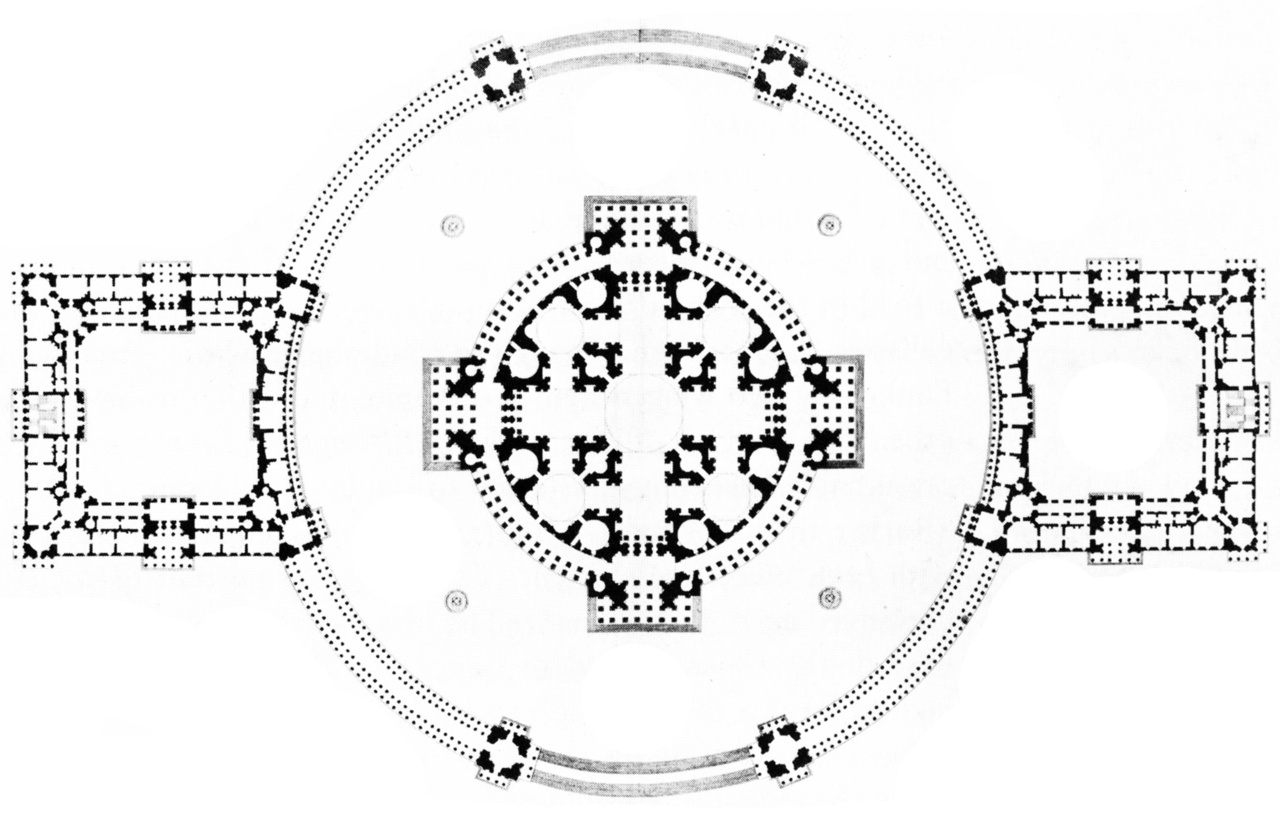
Арх. Марі-Жозеф Пейр. Умовний план катедрального собору на академічний конкурс, до 1754 р.
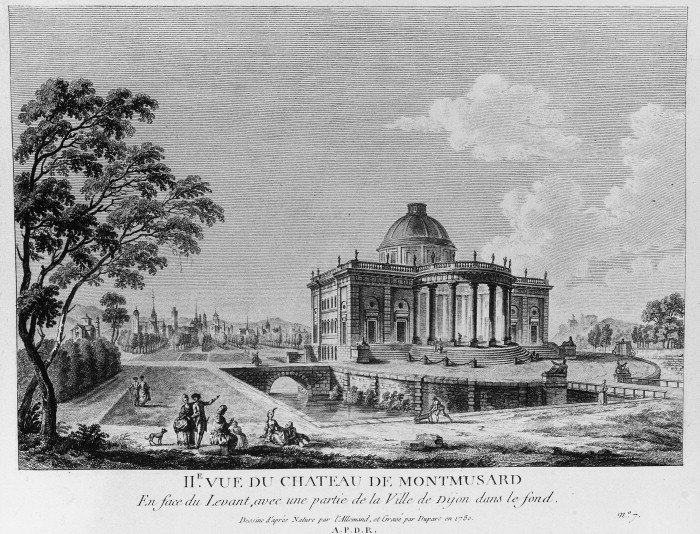
Арх. Шарль де Вайї. Замок Монмусар.
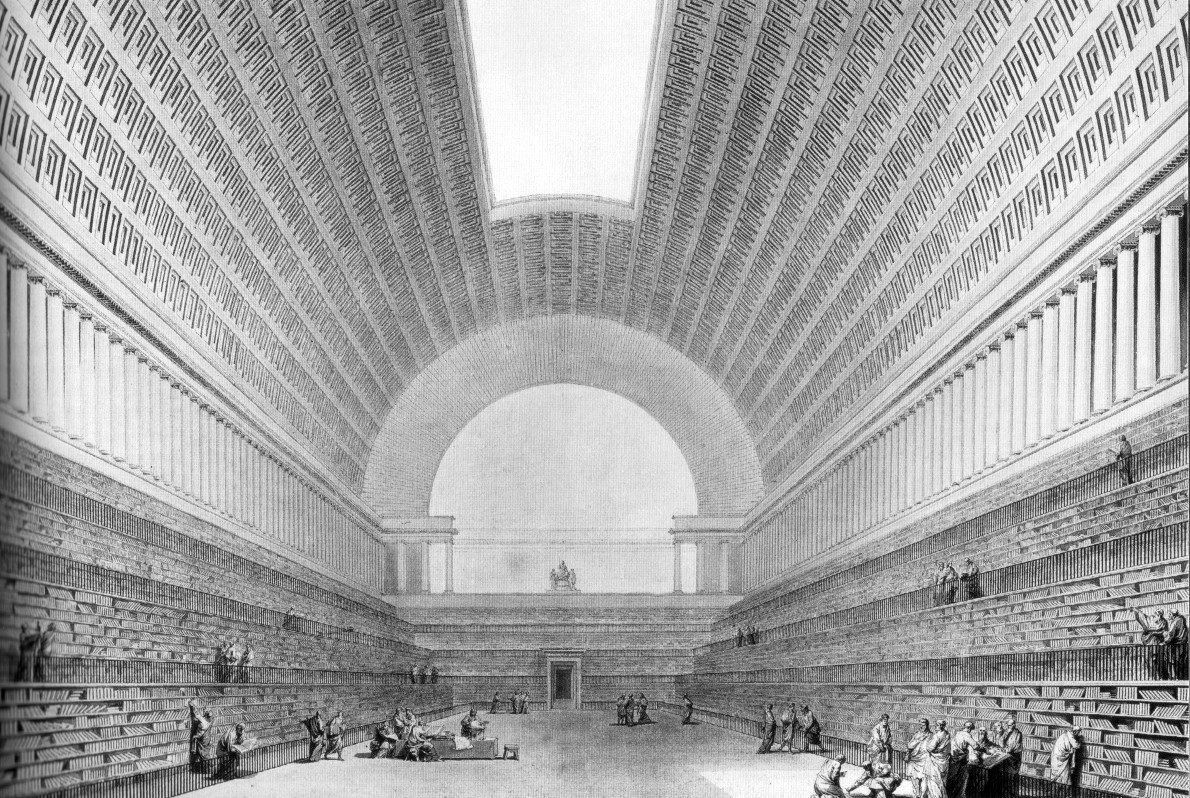
Арх. Етьєн-Луї Булле. Другий проєкт для Королівської національної бібліотеки, 1786 р.
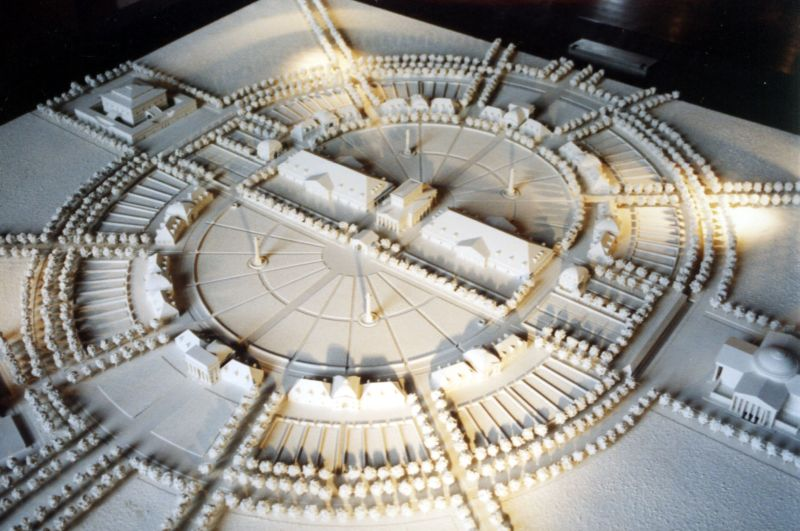
Клод-Ніколя Лєду. Солеварні в Арк-е-Сенан, макет.
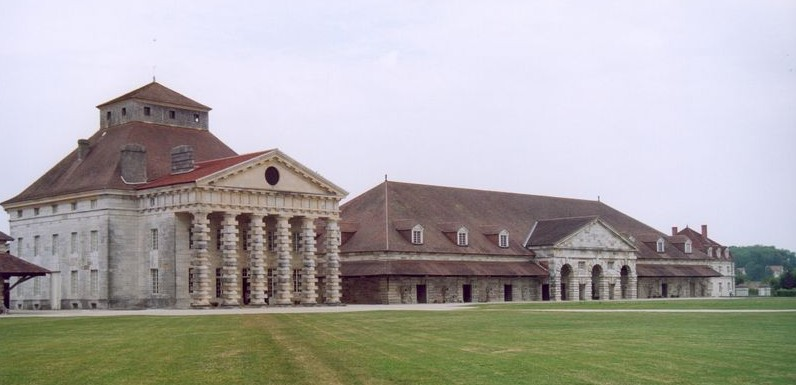
Клод-Ніколя Лєду. Солеварні в Арк-е-Сенан, вибудована частина проєкту.
Жан Ніколя Собре. Проєкт поховального комплексу. 1783 г. Музей Метрополитен (Нью-Йорк, США).Жан Ніколя Собре. Проєкт поховального комплексу. 1783 г. Музей Метрополитен (Нью-Йорк, США).

## Іван Старов і паперова архітектура

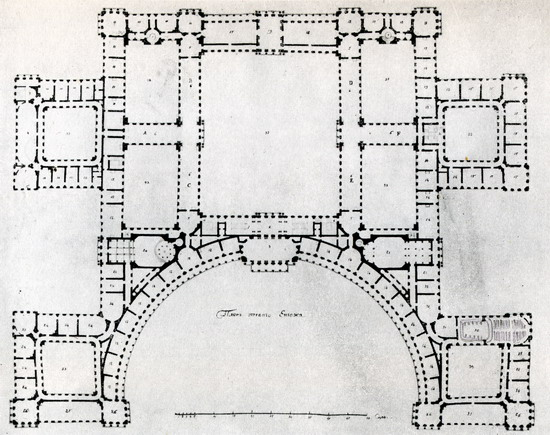
Умовний план військового училища, 1769 р.
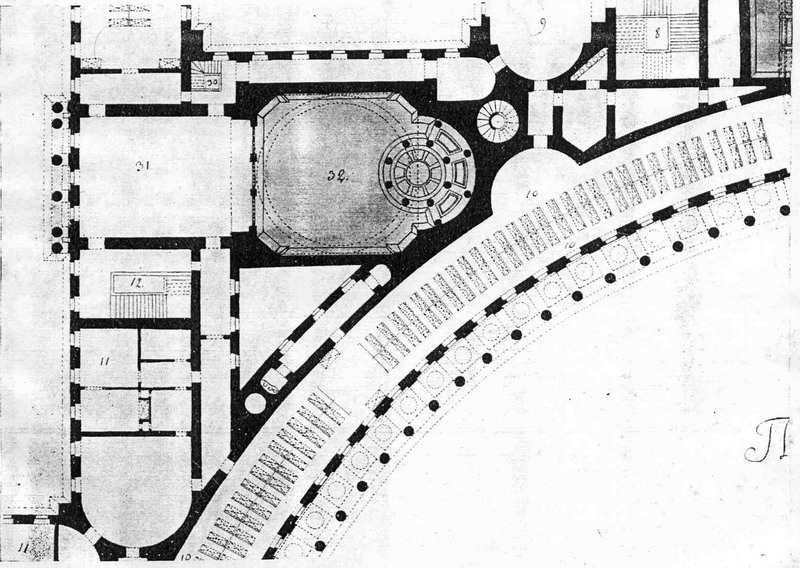
Умовний план військового училища, фрагмент, 1769 р.

## Стан справ в Німеччині

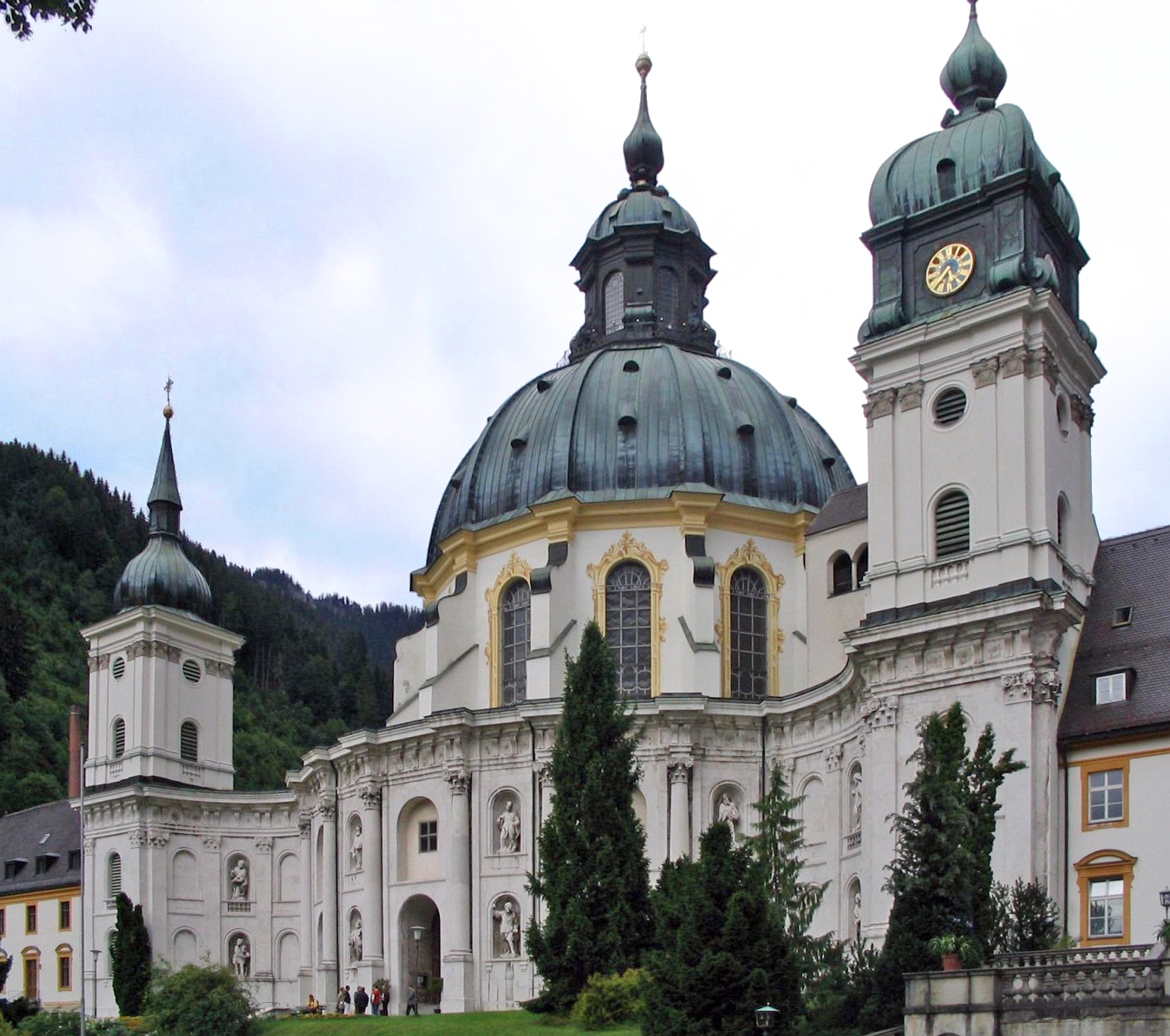
Монастир Етталь, Баварія.

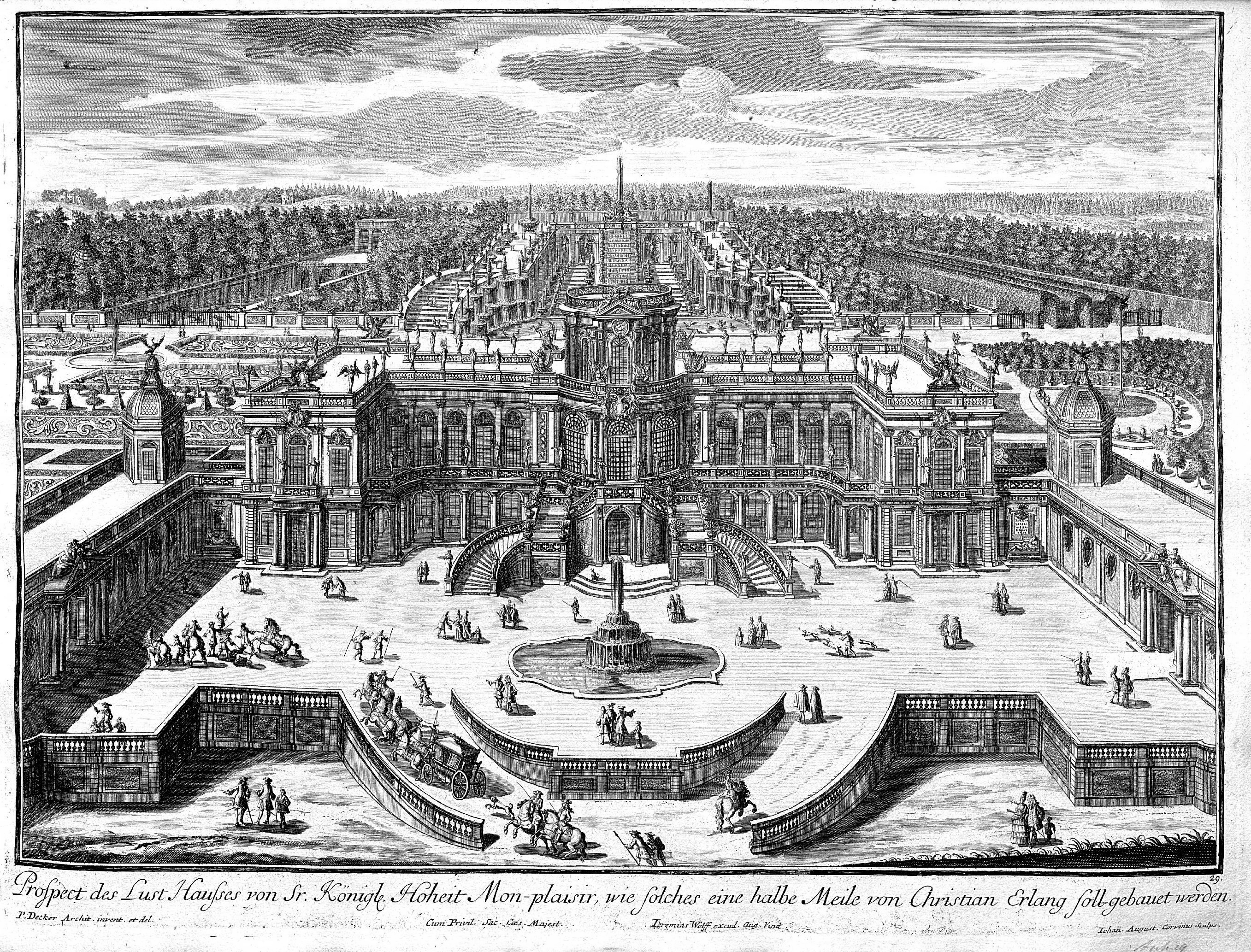
Арх. Пауль Декер. Умовний князівський палац, проєкт 1711 року.

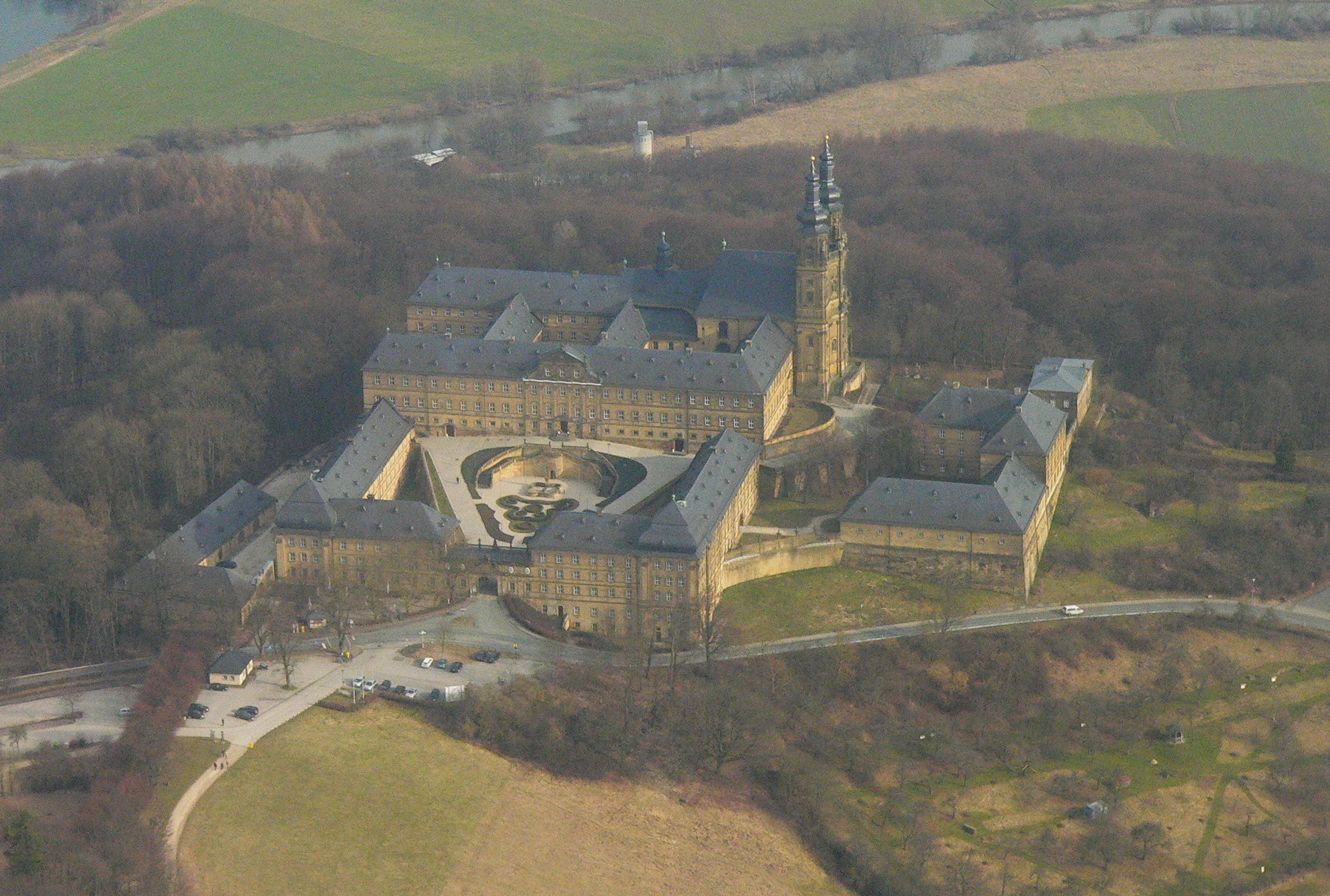
монастир Банц, Верхня Франконія.

Мали місце кризові явища і в архітектурній практиці Німеччині. Конгломерат різних за культурним розвитком і віросповідуванням князівств (земель), Німеччина мала низку місцевих мистецьких центрів — досить розвинених (як в Баварії) чи відверто відсталих (Мекленбург).
До призабутих архітекторів німецького і чеського бароко першої хвилі належить і Авраам Лейтнер (бл. 1639—1701). Німець за походженням, він один з перших неіталійців на будмайданах Праги. Саме Лейтнер працював разом з італійцем Франческо Каратті на будівництві Чернінського палацу. Але Авраам Лейтнер був і цікавим проєктантом. Збережені зразки його проєктних рішень кінця 17 століття, де він подав низку проєктів невеликих споруд в оточенні садів бароко чи барокових обрамлень. Уступчаті чи незвичні за формою споруди Лейтнера, органічно пов'язані з парковим оточенням, стануть попередниками паркових павільйонів доби рококо. Подібні розпланування полюбляв та неодноразово реалізовував італо-російський архітектор Антоніо Рінальді (1710 ?-1794), один з найкращих майстрів доби рококо.

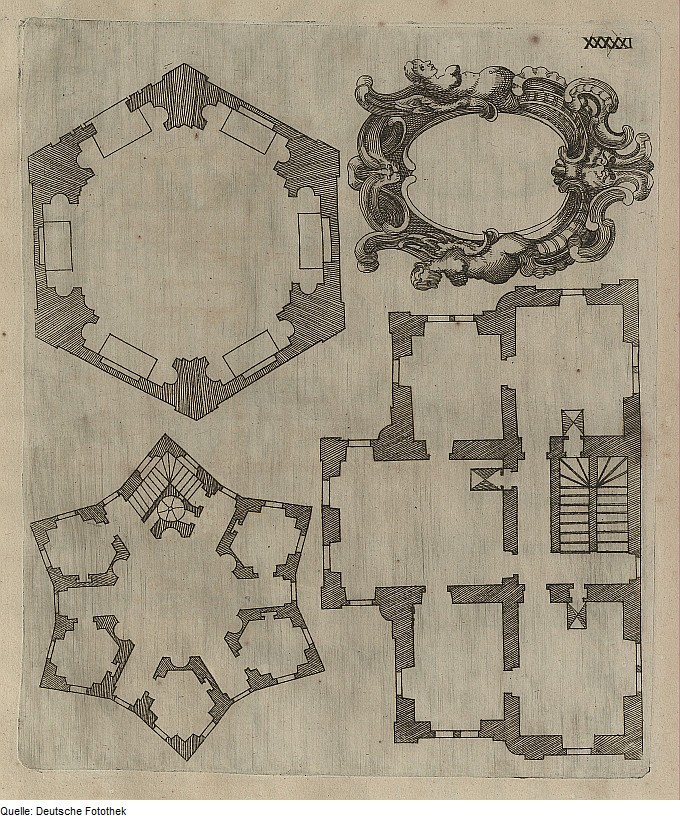
Проєкти паркових споруд Авраама Лейтнера
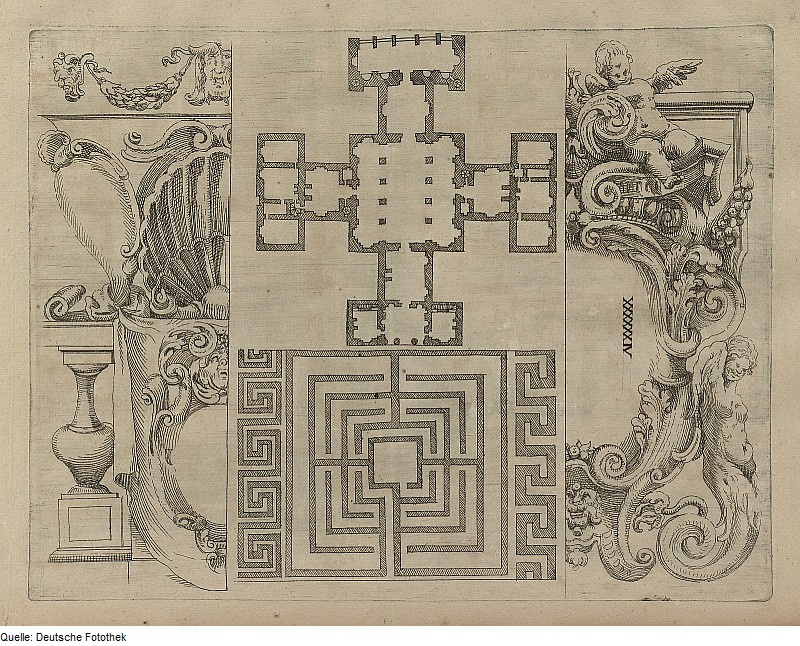
Авраам Лейтнер, проєкт палацу і лабіринту
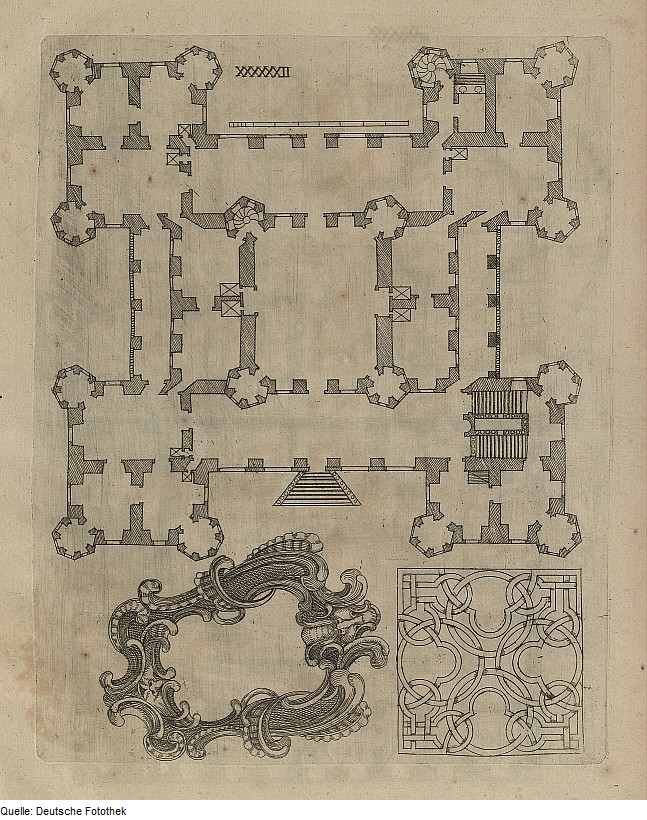
Авраам Лейтнер, замкова споруда з вежами
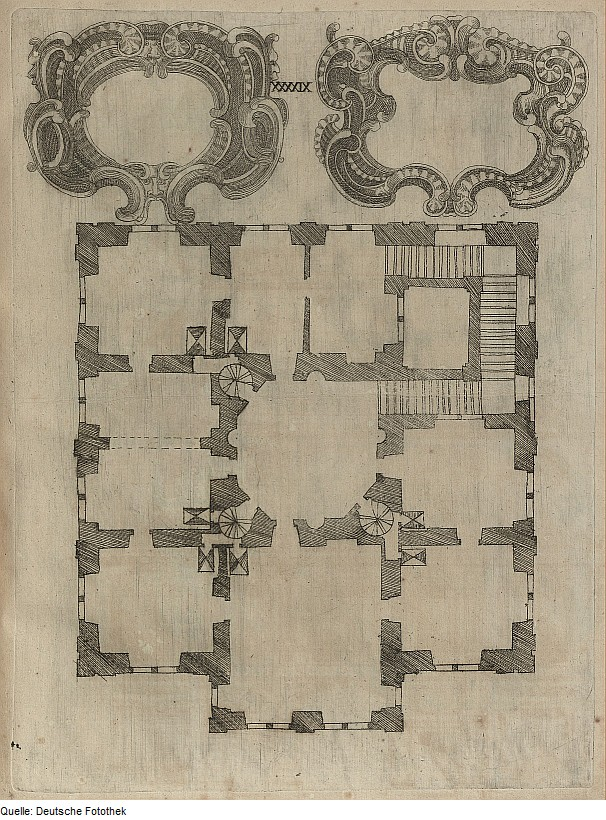
Авраам Лейтнер, архітектурний проєкт

Всі ознаки італійського бароко (монументальність, велич, масштабність, майстерне використання природного оточення)зберегли сакральні споруди земель Німеччини, що не увірвали зв'язок з папським Римом і католицьким віросповіданням (монастир Етталь, Баварія, монастир Банц, Верхня Франконія, базиліка Вальдсассен, монастир в Оттобойрені). В 18 столітті до них додались пишні резиденції князів церкви і світських володарів — Цвінґер в Дрездені, палац архієпископа в місті Вюрцбург, палац маркграфа Карла Вільгельма в Карлсруе, ансамбль споруд Вільгельмсхьоє, Кассель. Це вже справжні ансамблі парадних, представницьких і господаських споруд, створених за єдиним стилем, ансамблі, що нагадують окремі, невеликі міста.
Серед відомих митців архітектури німецьких земель — Йоган Давид Штейнгрубер (1702–1787), що працював на будівництві палаців в Мангеймі та Раштаті, в князівстві Ансбах. Він вимушено закінчував вже розпочаті споруди і власний досвід архітектора виклав в теоретичних працях «Architeccture Civile» (надрукованих приблизно 1748 року) та книзі «Практичний курс цивільної архтектури» (1763 р.) Конкукренція між архітекторами і пошуки нової (ідейної та формальної) виразності споруд привели митців до зближення планів архітектурних споруд і латинських літер. Так Антон Глоннер, що був сучасником Йогана Давида Штейнгрубера, запропонував проєкт нових колегії і церкви для єзуїтів у вигляді монограми Христа — «IHS». Талановитий, з розвиненою ерудицією Штейнгрубер пішов далі і створив низку проєктів князівських палаців, поземні плани яких — це декілька латинських літер, внутрішнє порожнє поле яких розроблене як низка залів, житлових приміщень, коридорів, гвинтових сходинок. Контур літер — зовнішні стіни палацових споруд, розроблені і прикрашені як звичні тодішні споруди — з вікнами, порталами, міжповерховими карнизами, парапетами, прикрашеними скульптурами, ризалітами. Проєкти, оприлюднені 1773 року, не що інше як цікава паперова архітектура. Так, літера «Е» — це житловий комплекс на три поверхи, де середній виступ літери «Е» розроблений як каплиця з куполом. Літери обіграні настільки вдало, що деякі могли бути цілком реалізовані — наприклад, літера «Н» або «Х», план останньої дещо нагадував план мисливського палацу Ступініджі Філіппо Ювари. Віртуозно обіграна навіть літера «S», яку майстерний Штейнгрубер подав як несподіваний князівський палац з двома куполами. Звичайно, що частка літер-споруд викликала здивування як екзотика, як куншт і гра змістів, твір, вартий кабінету курйозів, а не реального відтворення. Проєкти споруд у вигляді літер Йогана Давида Штейнгрубера (з детально розробленими фасадами) — предмет вивчення сучасних студентів-архітекторів, мистецтвознавців і колекціонерів.

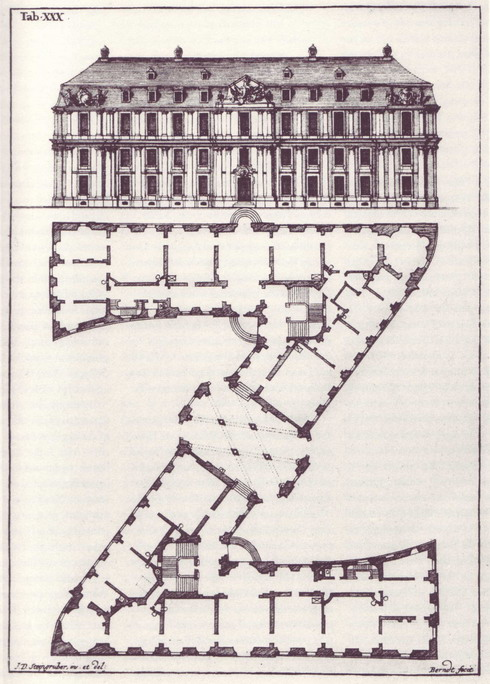
Арх. Штейнгрубер. План у вигляді літери Z
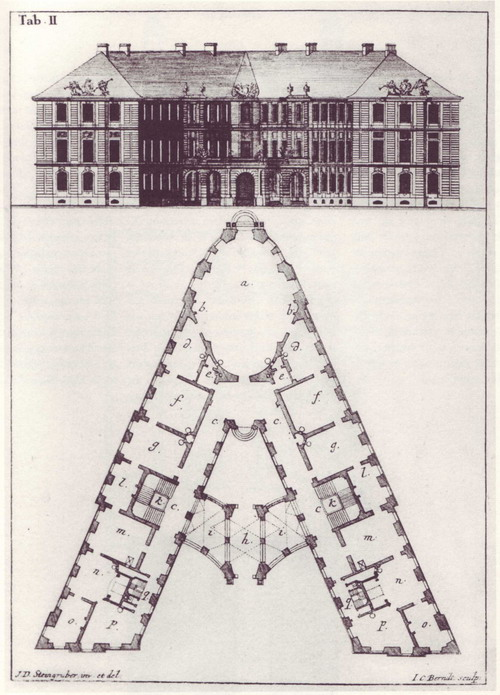
План у вигляді літери A. Фасад з боку двору зверху
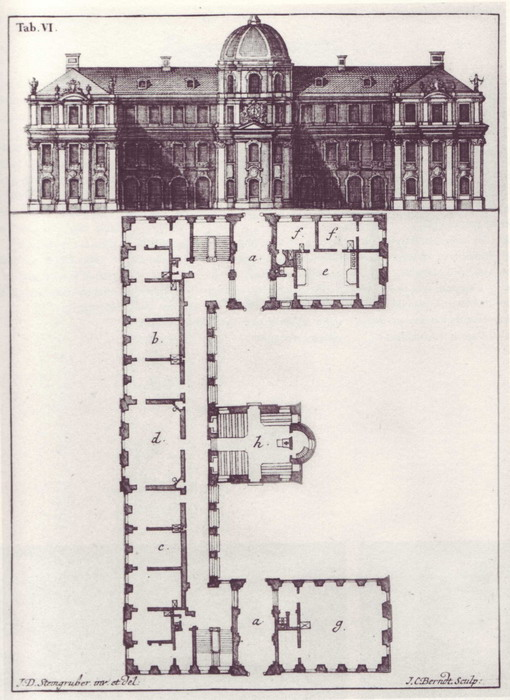
План у вигляді літери E.Фасад з боку ризалітів і центральної каплиці
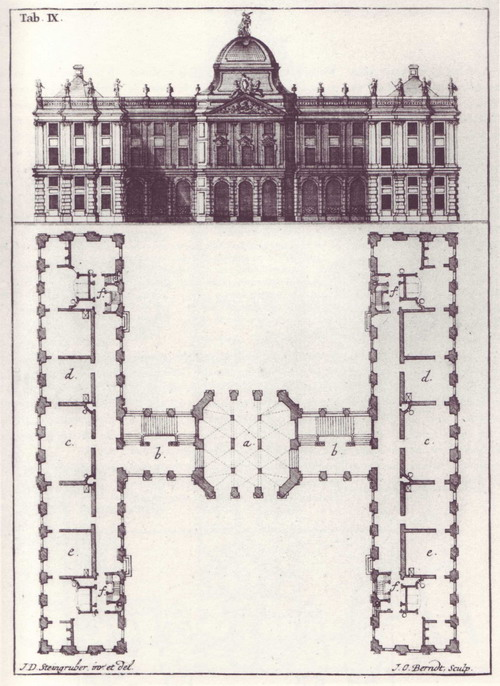
План у вигляді літери H.Фасад з боку одного дворика зверху
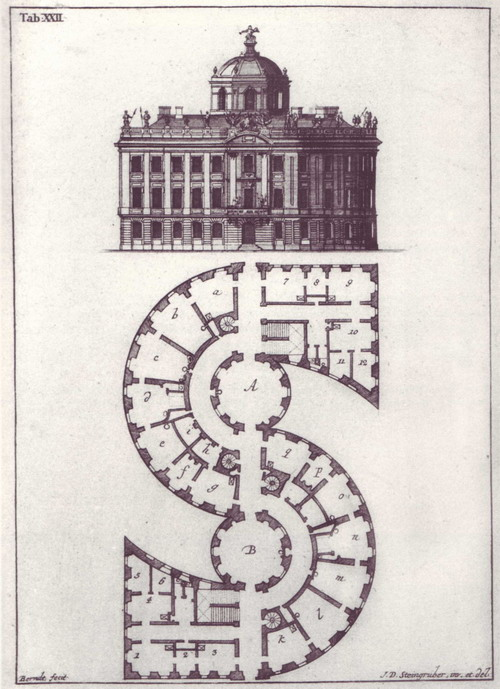
Арх. Штейнгрубер. План у вигляді літери S. Зверху — бічний фасад.

## Паперова архітектрура Василя Баженова

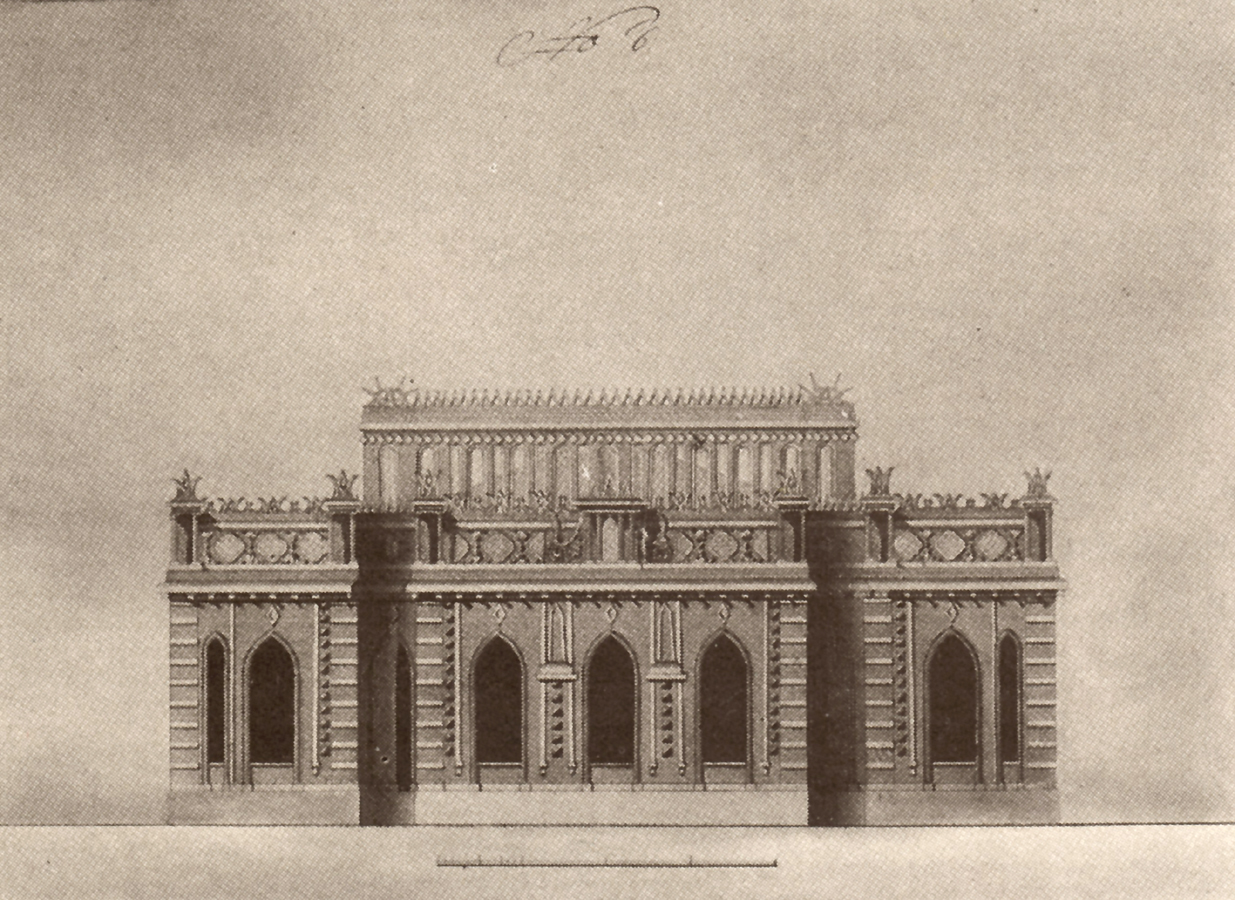
Камер-юнфарський павільйон
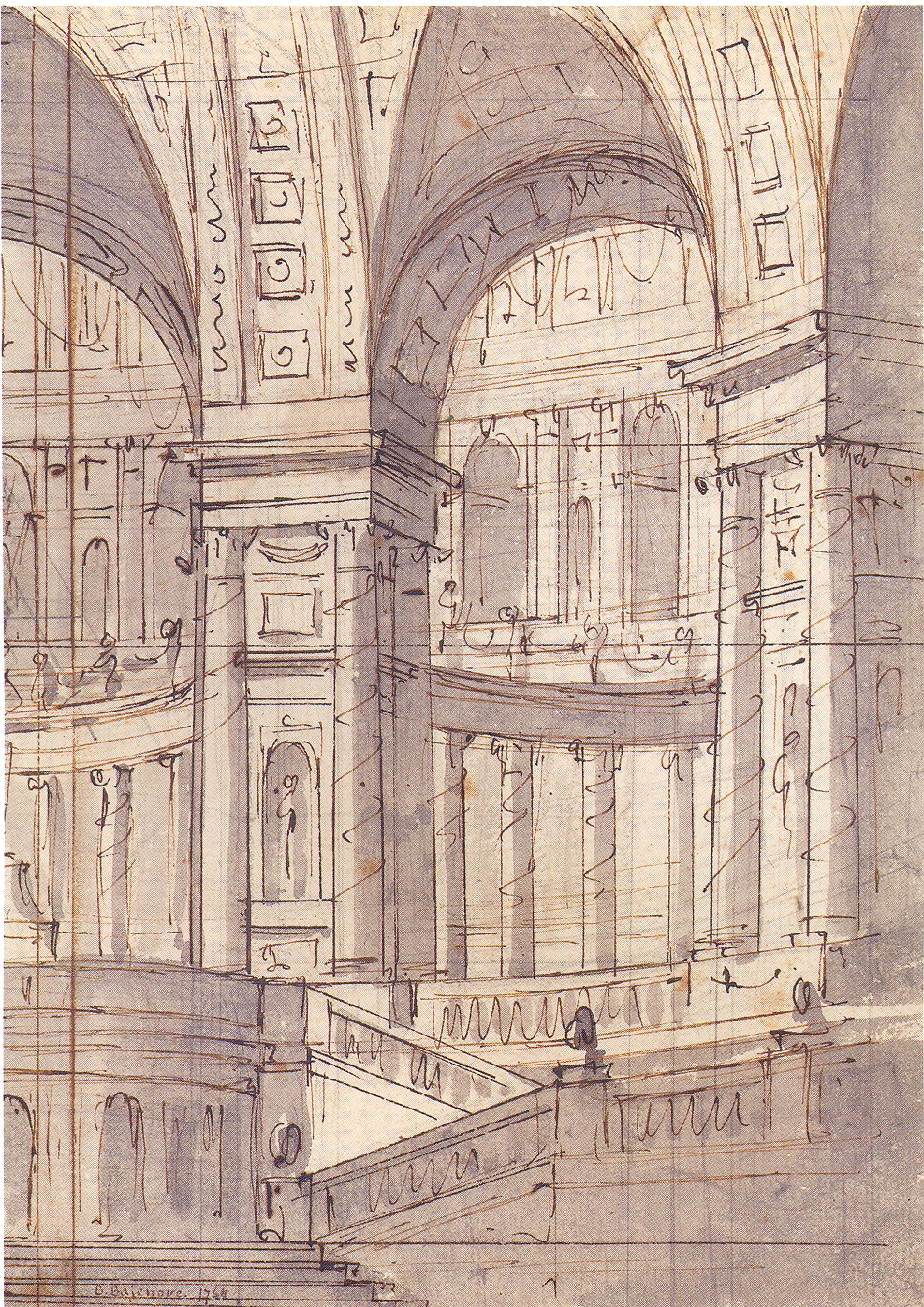
Малюнок 1764 р.
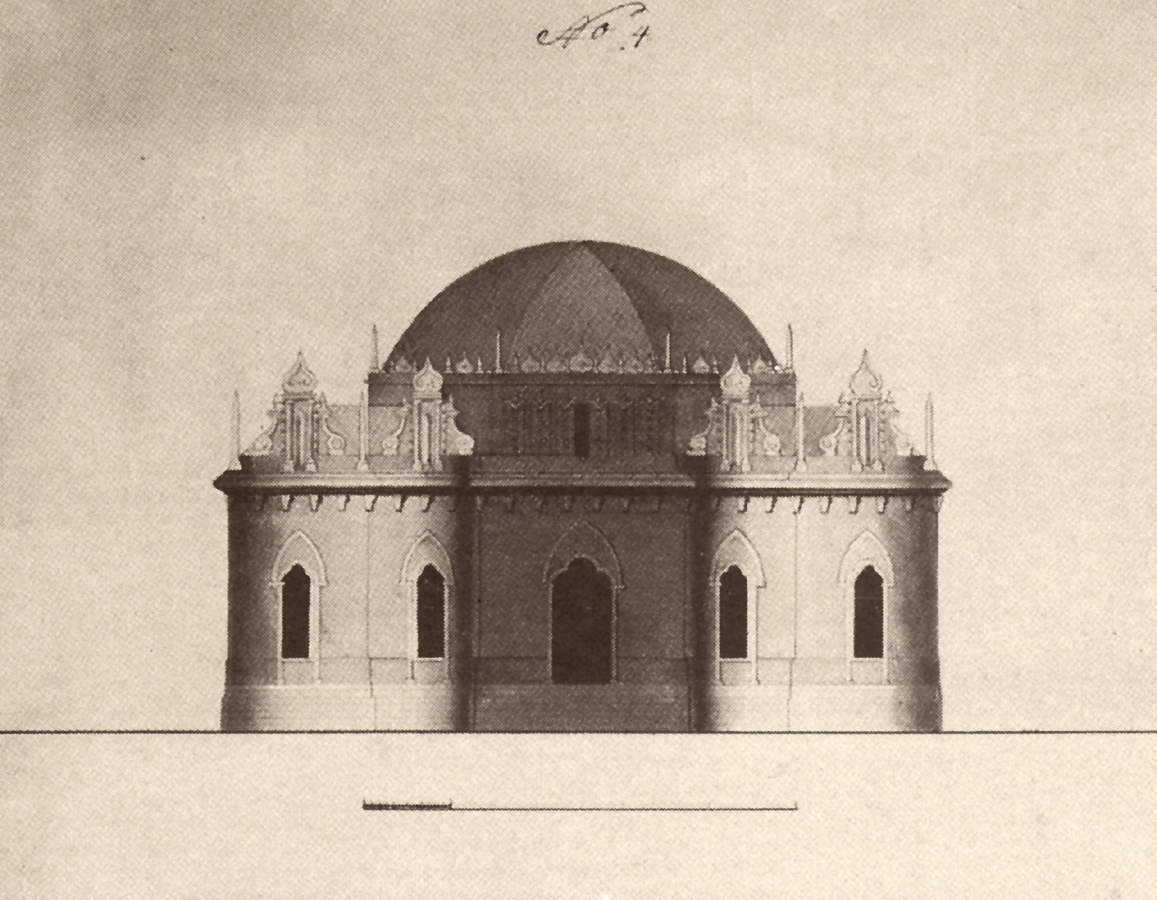
Хрещатий павільйон

Палац в Вишеньках, Україна, поземний план і аналіз побудови. Використано або план Баженова, або його ідею споруди.

Схильність до незвичних планових рішень, фантазійного декору і підвищеної декоративності мала і паперова архітектура Баженова. Особливо сильно ці риси обдарування і творчої манери митця виявилися в початковий та середній період творчості архітектора (так званий проєкт Смольного інституту, проєкт фонтана з колонадою, проєкт палацу М. І. Воронцова для Москви, проєкт палацу в селі Булатніково). Цілком виправдані в бутафорських (казкового, маскарадного типу) тимчасових спорудах Ходинського поля, ці властивості проєктів Баженова ставали в заваді при їх реалізації, вимагали реалістичних спрощень і переробок. Надзвичайним був і кошторис його споруд, що значно обмежувало і їх реалізацію, і коло замовників архітектора (колишній канцлер М.Воронцов, багатій П. А. Демидов, імператриця Катерина ІІ). Не дивно, що після Баженова залишилась така обмаль реальних споруд, тоді як його менш обдаровані сучасники зробили вдалі архітектурні кар'єри (Старов Іван Єгорович,Бланк Карл Іванович, Казаков Матвій Федорович, Джакомо Кваренгі.)

## Паперова архітектура Антоніо Сант'Еліа

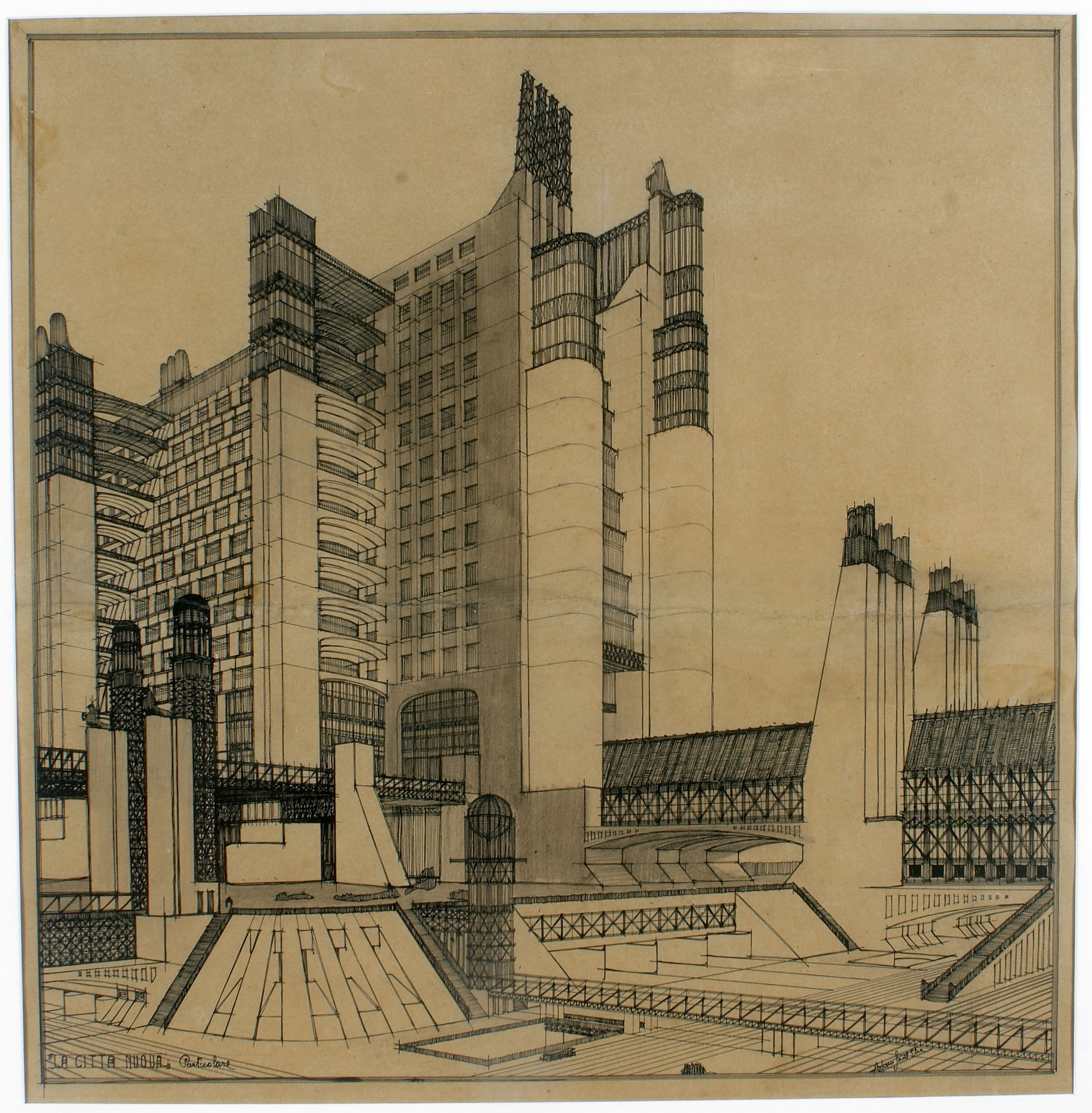
Антоніо Сант'Еліа. «Будинок із зовнішніми ліфтами», проєкт 1914 р.
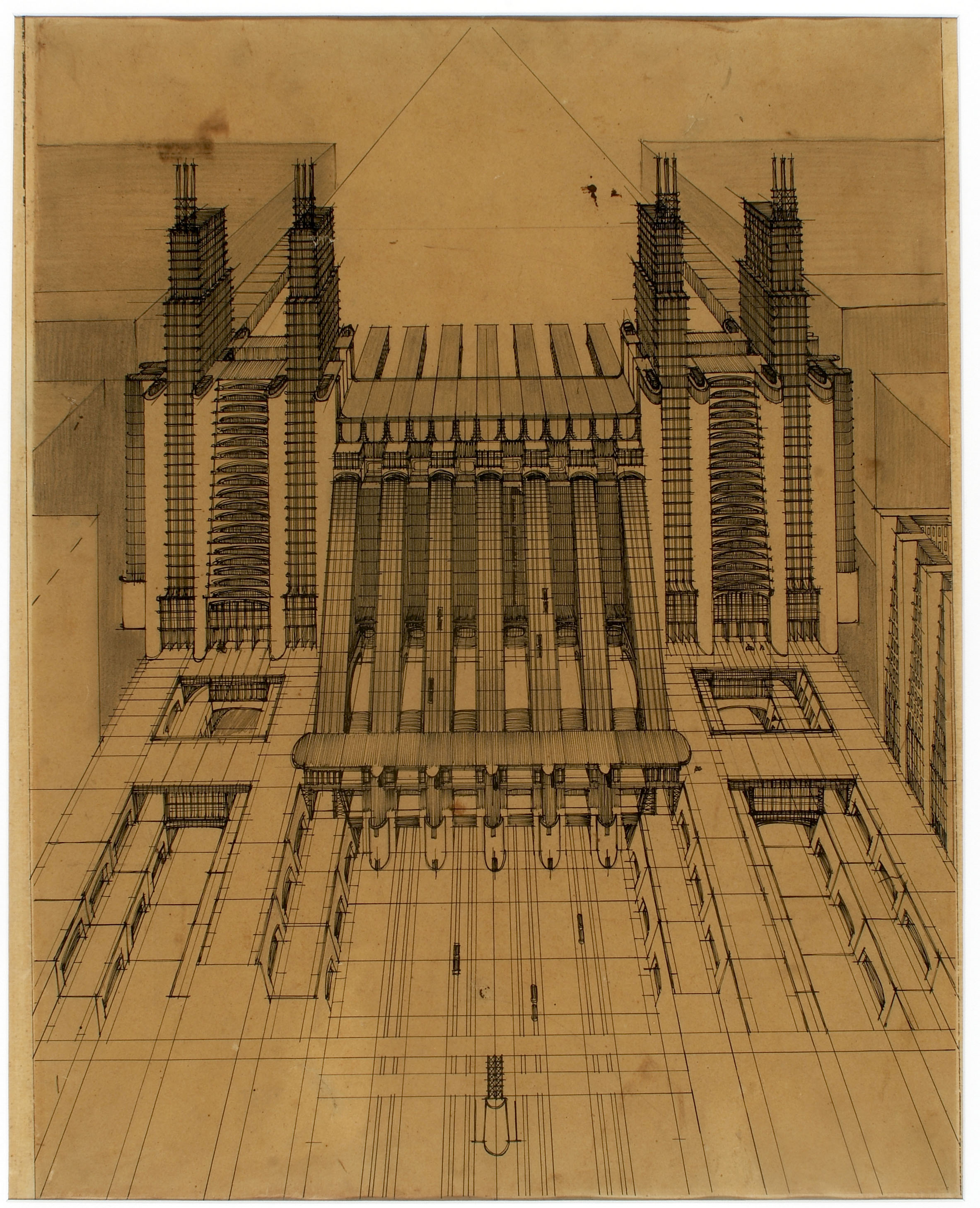
Антоніо Сант'Еліа. «Вокзал для трьох різновидів транспорту», проєкт 1914 р.
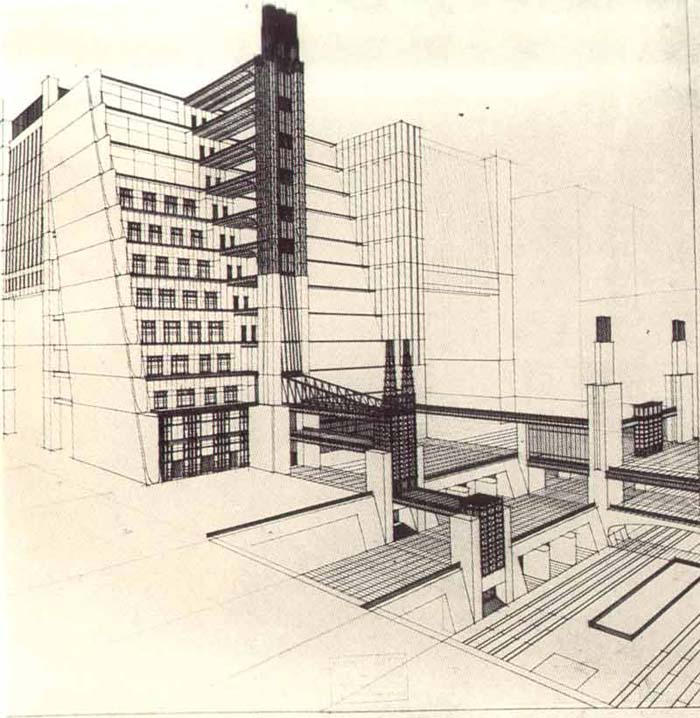
Антоніо Сант'Еліа. Житлові будинки, пов'язані чотирма різними магістралями
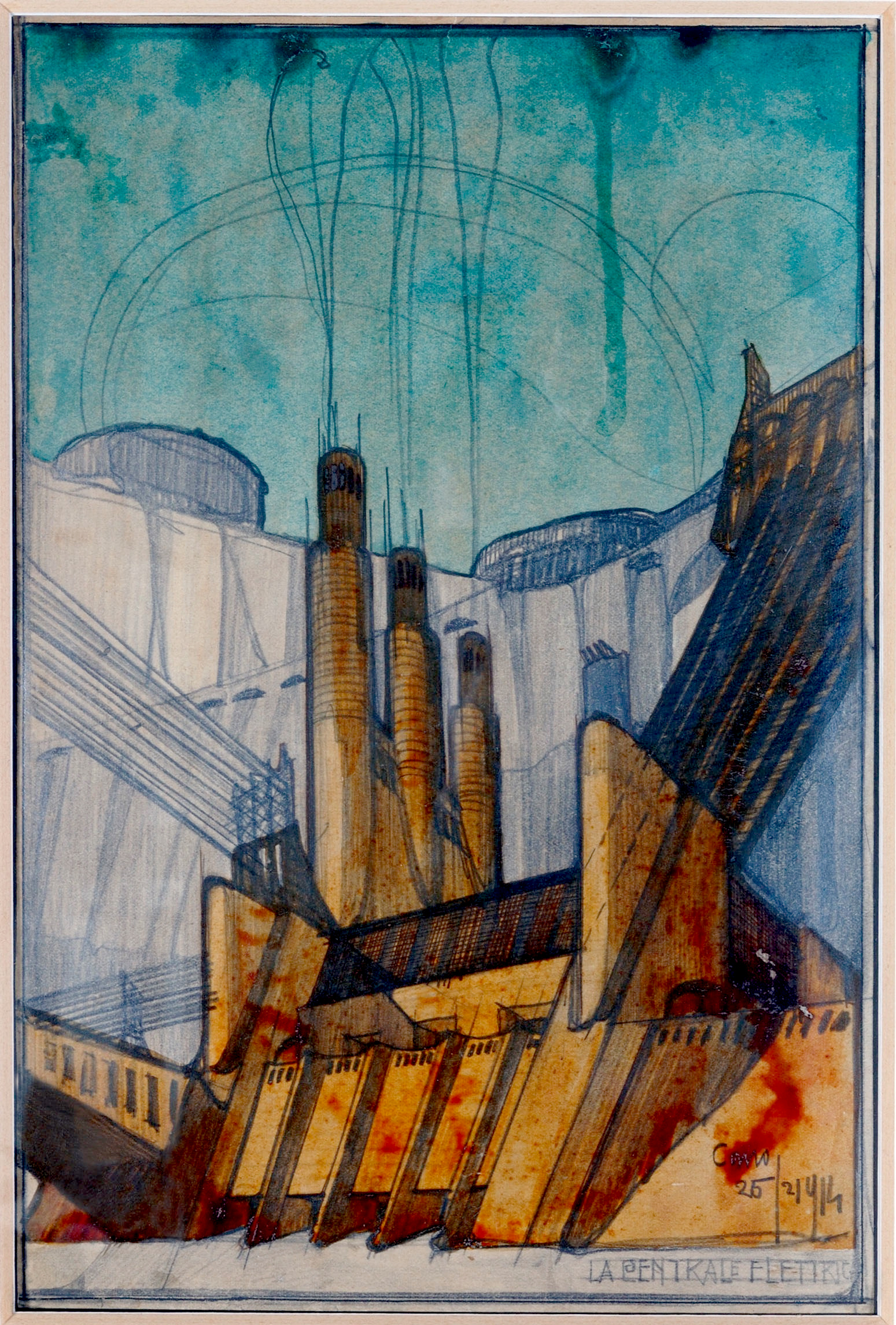
Антоніо Сант'Еліа. «Центральна електростанція», малюнок 1914 р.

## Євген Шреттер. Паперова архітектура

План нової Головної контори Александрівського заводу у місті Катеринослав ( нині Дніпропетровськ ). Проєкт Шреттера Є. Ф.План нової Головної контори Александрівського заводу у місті Катеринослав ( нині Дніпропетровськ ). Проєкт Шреттера Є. Ф.
Євген Шреттер. Проєкт головного фасаду контори Александрівського заводу в м. Катеринослав ( нині Дніпропетровськ ). Не реалізовано, злам 19-20 ст.Євген Шреттер. Проєкт головного фасаду контори Александрівського заводу в м. Катеринослав ( нині Дніпропетровськ ). Не реалізовано, злам 19-20 ст.

## В 20 столітті
Історія 20 століття багата подіями, які сформували сучасний світ. Сюди входять дві світові війни, виникнення комуністичних і фашистських тоталітарних режимів, розкол світу на два табори і холодна війна між ними, розвал колоніальних імперій і становлення нових незалежних держав.
Зелена революція в 40-70-тих роках 20 століття разом із успіхами медицини призвели до швидкого зростання населення Землі та тривалості життя людей.
20 століття — ера технологічної революції і низки проривних винаходів, зокрема: повітроплавання, ракетобудування, атомна енергетика, атомна зброя, космічні технології, радіо і телебачення, мобільний телефон, комп'ютер, інтернет, антибіотики, нанотехнології, кріотехніка тощо. Крім того, 20 століття багате на доленосні наукові відкриття в різноманітних галузях: генна інженерія, теорія відносності, клонування, надпровідність, космогонія, космологія та ін.
Кінець століття — період інформаційного суспільства і глобалізації і, водночас, загострення глобальних проблем людства, вирішувати які людство повинно в наступному XXI столітті: перенаселення, вичерпання ресурсів, глобальне потепління, деградація довкілля та інших.
Складною була і ситуація в архітектурі. Дві світові війни призвели до руйнайцій як окремих видатних архітектурних пам'яток, так і до зникнення цілих міст (Мурманськ, Герніка, Варшава, Сталінград, Кенігсберг, Мінськ, Дрезден), тисяч сіл і містечок. Можливо, ні в чому так сильно не відбилися тенденції в будівельній галузі, як в паперовій архітектурі. Архітектори, позбавлені реальних можливостей будівництва в роки воєн, в міжвоєнні періоди створили низку запаморочливих проєктів як унікальних окремих споруд, так і цілих міст. В 1920 році архітектор Ной Абрамович Троїцький спроєктував критий стадіон на 15.000 глядачів, використавши форми терм з гравюр… Джованні Баттіста Піранезі. Іспанський архітектор Сантьяго Калатрава будує наприкінці 20 століття комплекс дозвільних споруд (Містечко мистецтв та наук) в Валенсії, що нагадують космічні кораблі прибульців(початок будівництва в 1996)і не пов'язані ні з якою національною традицією.
Між цими датами — низка футурологічних проєктів нових міст в галузі паперової архітектури, що стали цілим етапом розвитку архітектури 20 ст.
- Ле Корбюзьє запропонував зруйнувати середньовічний Париж і забудувати вивільнену площу однаковими хмарочосами («План Вуазен» 1925 р.)
- Архітектор Бунхем створив ескіз міста у вигляді велетенського акведука (1926 р.)
- Японець Н. Курокава — дав проєкт «Спіральне місто» з хмарочосами у вигляді спіралей (1962 р.)
- Француз Фрідман — проєкт міста над водною поверхнею Гібралтара до Африки (1963 р.)
- Архітектор зі Сполучених штатів У. Катаволос запропонував використати новітні хімічні технології: виготовити велетенський хімічний блок, в середині якої мешканці самі вирубають власне помешкання на власний розсуд (!). Проєкт ігнорував і існуючі традиції будівництва, і розмежування капіталістичних суспільств за статками, і приватну власність на землю, ресурси, воду, енергоносії (не приватизоване ще повітря).
- В 20 ст. створені проєкти підземних, надземних і повітряних міст, міст під єдиним дахом в суворих умовах Арктики чи Сахари, крокуючих міст-механізмів, міст над морськими протоками і штучних міст на орбіті Землі.

Паперова архітектура вже сьогодні здатна перейти на нові (електронні) носії і продовжити своє існування в нових умовах.